# Dantyinae
Dantyinae is een onderfamilie van kreeftachtigen uit de klasse van de Ostracoda (mosselkreeftjes).

## Geslachten
- Dantya Kornicker & Cohen, 1978
- Nealella Kornicker & Caraion, 1980